# Tomislav Mikulić
Tomislav Mikulić (Vukovar, 4. siječnja 1982.), hrvatski je nogometni trener i bivši nogometaš. Trenutačno je trener Bjelovara. Igrao je na poziciji braniča.

## Klupska karijera
Mikulić je profesionalnu karijeru započeo u NK Osijeku gdje je igrao i u mlađim uzrastima. Nakon toga nastupa u belgijskom Genku gdje je došao 2005. godine. Nakon toga igrao je za zagrebački Dinamo, Standard iz Liègea, Germinal Beerschot i OH Leuven. 

## Reprezentativna karijera
U hrvatskoj nogometnoj A reprezentaciji nije nastupio a u mlađim selekcijama ima nastupe u dobnim uzrastima do 15, do 16, do 17, do 19, do 20 i do 21.

## Priznanja

### Klupska
Dinamo Zagreb
- Prva hrvatska nogometna liga (1): 2007./08.[2][3]
- Hrvatski nogometni kup (1): 2007./08.[3][4]

Standard Liège
- Prva belgijska nogometna liga (1): 2008./09.[3]
- Belgijski superkup (2): 2008./09., 2009./10.[3]